# نیکولو تورکو
نیکولو تورکو (انگلیسی: Nicolò Turco؛ زادهٔ ۱۵ ژانویهٔ ۲۰۰۴) بازیکن فوتبال اهل ایتالیا است که در حال حاضر به صورت قرضی از باشگاه فوتبال ردبول زالتسبورگ، برای باشگاه فوتبال میلان فوتورو بازی می‌کند. 
وی همچنین در تیم‌های ملی فوتبال زیر ۱۵ سال ایتالیا، زیر ۱۶ سال ایتالیا، زیر ۱۸ سال ایتالیا، زیر ۱۹ سال ایتالیا و زیر ۲۰ سال ایتالیا بازی کرده است.